# Solvatazione
Per solvatazione in chimica si intende l'interazione tra soluto e solvente che porta le singole molecole di soluto disciolto a circondarsi di molecole di solvente.
Una soluzione si differenzia infatti da una generica dispersione perché il soluto è disperso nel solvente a livello delle singole molecole o ioni e quindi non si hanno due fasi. [La solvatazione è la terza fase, cioè quella finale, del processo di dissoluzione (con cui si intende invece il processo globale di formazione di una soluzione). Quindi solvatazione e dissoluzione sono concetti diversi. In particolare, il processo di solvatazione è sempre esotermico, ma ciò non vale sempre per il processo globale di dissoluzione.] (le frasi comprese nelle parentesi quadre sono ancora da verificare).
Nel caso in cui il solvente responsabile della solvatazione sia acqua, si parla più precisamente di idratazione (da non confondere con l'omonima reazione di idratazione).

Mediante idratazione si può creare un idrato da cui è possibile ri-estrarre l'acqua. Quando invece l'idratazione avviene mediante una reazione chimica in cui l'acqua è chimicamente combinata a livello molecolare con un'altra sostanza, l'acqua non può più essere separata dalla sostanza reagente.

L'idratazione può essere accompagnata dal fenomeno dell'idrolisi.

## Interazioni intermolecolari soluto-solvente
I solventi polari sono quelli i cui atomi portano delle cariche parziali, vi è cioè un dipolo. L'acqua è il più comune solvente polare, altri solventi polari sono il DMSO, l'acetonitrile o gli alcoli. Sciogliendo un sale o una molecola polare in questi solventi, le molecole di solvente circondano il soluto in modo da orientare la carica dell'uno verso la carica opposta dell'altro e da stabilizzare il sistema.
Le interazioni che si possono stabilire tra soluto e solvente sono legame idrogeno, interazioni ione-dipolo o dipolo-dipolo, o forze di Van der Waals.
Si dice nuvola di solvatazione l'insieme di molecole solventi attorno alle molecole del soluto.

### Esempio
Si consideri come soluto il sale da cucina (cloruro di sodio), disciolto in acqua (che funge da solvente).
Le molecole di acqua (H2O) sono formate da due atomi di idrogeno e un atomo di ossigeno: gli atomi di idrogeno tendono a respingere gli elettroni (essendo più "elettropositivi" dell'ossigeno), mentre l'atomo di ossigeno tende ad attrarre gli elettroni (essendo più "elettronegativo"). Quindi la molecola di acqua presenta una carica positiva (δ+) in corrispondenza degli atomi di idrogeno e una carica negativa (δ-) in corrispondenza dell'atomo di ossigeno (in altre parole è una molecola "polare").
Il cloruro di sodio (NaCl), allo stato solido, è invece formato da ioni di sodio (Na+) e ioni di cloro (Cl-), in rapporto 1:1 e disposti in una particolare struttura cristallina avente geometria cubica.

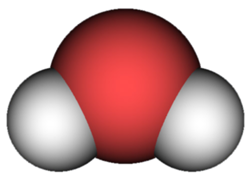
Rappresentazione di una molecola di acqua; gli atomi di idrogeno sono rappresentati in bianco, mentre l'atomo di ossigeno è rappresentato in rosso.
Reticolo cristallino del cloruro di sodio.

Gli atomi di sodio e di cloro interagiscono attraverso legami ionici, per cui il cloruro di sodio è un solido ionico, e come tale va incontro a dissociazione elettrolitica se è immerso in acqua (che è un solvente con elevata costante dielettrica), generando ioni Na+ e ioni Cl-.

Uno ione Na^{+} solvatato da molecole d'acqua. Gli ossigeni delle molecole d'acqua, portanti parziali cariche negative si orientano verso lo ione di carica opposta.

Tali ioni, essendo dotati di carica, interagiscono con i dipoli molecolari costituiti dalle molecole dell'acqua. In particolare le molecole di acqua si dispongono intorno agli ioni in modo da presentare allo ione la loro parte dotata di carica opposta rispetto allo ione in questione. Così attorno allo ione Na+ le molecole di acqua si dispongono intorno con gli atomi di ossigeno rivolti allo ione centrale, mentre attorno allo ione Cl- le molecole di acqua si dispongono intorno con gli atomi di idrogeno rivolti allo ione centrale. Si ha così il fenomeno della solvatazione.
Solo una parte di molecole di solvente (in questo caso acqua) interagiscono con gli ioni. Tali molecole costituiscono quella che viene detta "sfera d'idratazione"; il resto delle molecole di solvente costituisce invece il "bulk" del fluido.

## Numero di solvatazione
Il numero di molecole di solvente che circondano uno ione (soluto) e interagiscono con esso nel fenomeno della solvatazione viene detto numero di solvatazione.
Se il solvente è acqua, si parla più precisamente di numero di idratazione.
Si definisce inoltre numero di solvatazione primario il numero di molecole di solvente che rimangono solidali con lo ione centrale durante il moto dello ione centrale all'interno della soluzione. Tali molecole corrispondono alla cosiddetta "sfera di solvatazione primaria".

### Numeri di idratazione di alcuni ioni
La tabella seguente presenta alcuni valori tipici di numeri di idratazione per alcuni ioni:
| Ione | Numero d'idratazione |
| ---- | -------------------- |
| Li+  | 5±1                  |
| Na+  | 5±1                  |
| K+   | 4±2                  |
| F-   | 4±1                  |
| Cl-  | 1±1                  |
| Br-  | 1±1                  |
| I-   | 1±1                  |